# 中国人民解放军空军当阳场站
中国人民解放军空军当阳场站，位于湖北省宜昌市当阳市，隶属中国人民解放军空军航空兵第十三师。

## 沿革
1937年至1938年间，国民政府军队在铁路坝（今夷陵广场）修建军用机场用于飞行训练。1940年，日军攻占宜昌，铁路坝机场沦为废墟。1941年，日军强征民夫万名，先后在宜昌县土门垭以及当阳县修建机场，用于轰炸中国大后方。1945年8月日本投降，机场关闭。
中华人民共和国成立后，中央军委决定在宜昌土门修建机场，1953年开工，1954年通航。随后又在当阳县修建军用机场。曾设中国人民解放军空军当阳基地。后改为中国人民解放军空军当阳场站。
空军当阳场站原隶属中国人民解放军广州军区空军空军航空兵第十三师，为该师第三十七团驻地。2016年，在深化国防和军队改革中，仍隶中国人民解放军中部战区空军空军航空兵第十三师。

## 历任领导
| 站长 | 政治委员 |